# Carabodes intermedius
Carabodes intermedius är en kvalsterart som beskrevs av Rainer Willmann 1951. Carabodes intermedius ingår i släktet Carabodes och familjen Carabodidae. Inga underarter finns listade.